# 8-as metró (Peking)
A pekingi 8-as metró (egyszerűsített kínai: 北京地铁8号线; pinjin: běijīng dìtiě shísì hàoxiàn) egy metróvonal Zhuxinzhuang és Nanluoguxiang között. 2008. július 19-én indult meg rajta a közlekedés. A 8-as vonal színe      zöld.

## Üzemidő
| 8-as vonal indulásai | Első  | Utolsó |
| -------------------- | ----- | ------ |
| Nanluoguxiang felé   | 05:10 | 22:05  |
| Zhuxinzhuang felé    | 05:30 | 23:00  |

## Állomáslista
| 8 (Zhuxinzhuang – Nanluoguxiang) |                     |                                       |  |
| Állomás (angol név)              | Állomás (kínai név) | Átszállás                             |  |
|                                  |                     |                                       |  |
| Zhuxinzhuang                     | 朱辛庄              | Changping vonal                       |  |
| Yuzhilu                          | 育知路              |                                       |  |
| Pingxifu                         | 平西府              |                                       |  |
| Huilongguan Dongdajie            | 回龙观东大街        |                                       |  |
| Huoying                          | 霍营                | 13-as vonal                           |  |
| Yuxin                            | 育新                |                                       |  |
| Xixiaokou                        | 西小口              |                                       |  |
| Yongtaizhuang                    | 永泰庄              |                                       |  |
| Lincuiqiao                       | 林萃桥              |                                       |  |
| South Gate of Forest Park        | 森林公园南门        |                                       |  |
| Olympic Green                    | 奥林匹克公园        | 15-ös vonal                           |  |
| Olympic Sports Center            | 奥体中心            |                                       |  |
| Beitucheng                       | 北土城              | 10-es vonal                           |  |
| Anhuaqiao                        | 安华桥              | 12-es vonal (2020-tól)                |  |
| Andelibeijie                     | 安德里北街          |                                       |  |
| Gulou Dajie                      | 鼓楼大街            | 2-es vonal                            |  |
| Shichahai                        | 什刹海              |                                       |  |
| Nanluoguxiang                    | 南锣鼓巷            | 3-as vonal (2020–2021-től) 6-os vonal |  |
| National Art Museum              | 中国美术馆          |                                       |  |
|                                  |                     |                                       |  |

## Fordítás
- Ez a szócikk részben vagy egészben  a   Line 8, Beijing Subway című angol Wikipédia-szócikk fordításán alapul.  Az eredeti cikk szerkesztőit annak laptörténete sorolja fel. Ez a jelzés csupán a megfogalmazás eredetét és a szerzői jogokat jelzi, nem szolgál a cikkben szereplő információk forrásmegjelöléseként.
- Ez a szócikk részben vagy egészben  a(z)   北京地铁8号线 című kínai Wikipédia-szócikk fordításán alapul.  Az eredeti cikk szerkesztőit annak laptörténete sorolja fel. Ez a jelzés csupán a megfogalmazás eredetét és a szerzői jogokat jelzi, nem szolgál a cikkben szereplő információk forrásmegjelöléseként.

## Külső hivatkozások
- Beijing MTR Corp. Ltd